# International Data Group Poland
International Data Group Poland S.A. (IDG Poland) – polski oddział międzynarodowego, największego na świecie koncernu wydawniczego w branży komputerowej – International Data Group – wydającego 300 czasopism w ponad 80 krajach świata.

## Czasopisma
W Polsce IDG Poland zajmuje się wydawaniem następujących czasopism:
- - tygodnik Computerworld, wraz z Raportami Computerworld (między innymi Computerworld TOP 200 – Polski Rynek Informatyczny i Telekomunikacyjny)
  - magazyny kadry zarządzającej CXO media: CEO, CFO, CIO, CMO i CSO
  - miesięcznik PC World, wraz z wydaniami specjalnymi PC World Extra i PC World Special
  - miesięcznik Networld
  - miesięcznik Digit
  - miesięcznik Kino Domowe DVD
  - miesięcznik GameStar
  - periodyk Zoom

## Serwisy Online
IDG również prowadzi serwisy sieciowe, zajmujące się wieloma aspektami tematyki biznesowej oraz IT. W Polsce serwisy te to:
- - Storage Standard – serwis poświęcony profesjonalnym rozwiązaniom pamięci masowych
  - Internet Standard – serwis poświęcony nowościom w sieci
  - IT Partner – serwis obejmujący tematykę oprogramowania oraz sprzętu, a także nowości w świecie IT
  - JobUniverse – serwis rekrutacyjny dla branży IT
  - IDG TV – serwis zajmujący się publikacją wywiadów oraz prezentacją sprzętu w formie wideoklipów
  - Android Life – serwis poświęcony tematyce Androida
  - Klub CIO – serwis poświęcony nowościom biznesowym oraz organizacji działalności samego klubu CIO
  - Contact Standard – serwis poświęcony informacjom o rozwiązaniach call/contact center
  - EPR Standard – serwis koncentrujący się na technologicznych rozwiązaniach biznesowych
  - IT Standard – serwis zajmujący się tematyką rozwiązań IT
  - ITpedia – serwis zawierający objaśnienia terminologii wykorzystywanych w IT
  - sklep.idg.pl – strona zajmująca się sprzedażą sprzętu komputerowego, elektroniki użytkowej, oraz gier wideo
  - MSP Standard – serwis publikujący informacje na temat wykorzystania IT w administracji
  - Public Standard – kolejny serwis zawierający informacje na temat wykorzystania IT w administracji
  - Security Standard – serwis poświęcony różnym aspektom bezpieczeństwa w informatyce
  - SOA Standard – serwis poświęcony trendom w obszarze projektowania architektury IT podporządkowanej potrzebom biznesowym
  - Virtualization Standard – specjalistyczny serwis poświęcony systemom oraz technologiom wirtualizacji
  - Informator IT

International Data Group Poland S.A. jest również twórcą pierwszego polskiego portalu IT – IDG.pl znajdującego się w top 20 polskich serwisów online. Witryny należące do wydawnictwa docierają do ponad 2 mln użytkowników (wg danych Megapanel PBI/Gemius).